# جاك لام
جاك لام (بالإنجليزية: Jack Lam) هو لاعب اتحاد الرغبي نيوزيلندي، ولد في 18 نوفمبر 1987 في هاميلتون في نيوزيلندا.

## وصلات خارجية
- جاك لام على موقع دوري الرغبي الممتاز (الإنجليزية)
- جاك لام عل موقع إسبنسكروم (الإنجليزية)
- جاك لام على موقع ItsRugby.co.uk (الإنجليزية)